# تشاد دوكز (مقدم برامج إذاعية)
تشاد دوكز (بالإنجليزية: Chad Dukes)‏ هو مقدم برامج إذاعية أمريكي، ولد في 7 ديسمبر 1978 في الإسكندرية في الولايات المتحدة.